# The Return of Bruno
The Return of Bruno ist das Debütalbum des US-amerikanischen Schauspielers und Sängers Bruce Willis.

## Hintergrund
1987, als Bruce Willis als Hauptdarsteller der Fernsehserie Das Model und der Schnüffler bekannt geworden war, bot ihm das Label Motown Records an, eine Schallplatte aufzunehmen. Willis hatte zu dieser Zeit in einem Werbespot für Seagram’s Golden mitgewirkt, in dem er sang.
Das Album, dessen Songauswahl überwiegend aus Klassikern amerikanischer Soul- und R&B-Musik bestand, wurde in fünf verschiedenen Studios aufgenommen: Cherokee Studios, Bill Schnee Studios, Weddington Studios, Image Recording und den Ocean Way Studios. Produzent war Robert Kraft. Das Album erschien 1987; bereits im Januar war die erste Single, Respect Yourself, erschienen und hatte für die notwendige Aufmerksamkeit gesorgt. Insgesamt veröffentlichte Motown drei Singles aus dem Album, nach Respect Yourself erschienen noch Young Blood, das 1958 von The Coasters aufgenommen und später von zahlreichen anderen Künstlern interpretiert wurde, und Under the Boardwalk, ein Hit der Gruppe The Drifters.

## Rezeption
Das Album wurde ein unerwarteter Erfolg: Es erreichte Platz 14 der US-Album-Charts, alle drei Singles konnten sich in den Billboard Hot 100 etablieren, wobei Respect Yourself mit Platz 5 die erfolgreichste Auskoppelung war. In Großbritannien erreichte das Album Platz 7 der Charts, hier wurde Under the Boardwalk bereits im Mai ausgekoppelt und erreichte Platz 2 der Single-Charts. Young Blood erschien in Großbritannien nicht, stattdessen kam dort Secret Agent Man als Single heraus und erreichte Platz 43. Zusätzlich wurde im Vereinigten Königreich noch Comin’ Right Up veröffentlicht: Die Single erreichte Platz 73 der Charts. The Return of Bruno wurde in den USA mit einer Goldenen Schallplatte ausgezeichnet.
Der Rezensent Stephen Thomas Erlewine von Allmusic bemerkte zu dem Album, Willis besäße „mehr Gesangstalent als Cybill Shepherd, allerdings nicht die Überzeugung und Fähigkeiten der Blues Brothers“. Es sei „oft schwierig, ihm zuzuhören, wie er sich bei bekannten Stücken wie ›Under the Boardwalk‹, ›Respect Yourself‹ und ›Young Blood‹ anstrenge, die Noten zu finden“, aber „dasselbe eingeschränkte Talent“ mache die auf Willis zugeschnittenen Titel Jackpot, Down in Hollywood und Flirting with Disaster „zu Kitsch“. Er schließt mit der Anmerkung, „Willis möge tatsächlich von seinen Gesangsfähigkeiten überzeugt“ sein, das Album sei aber „nichts anderes als ein Zeugnis der Exzesse der Reagan-Ära-Prominenz“.

## Titelliste
1. Comin’ Right Up Brock Walsh
2. Respect Yourself Luther Ingram, Mack Rice
3. Down in Hollywood Ryland Cooder, Tim Lee Drummond
4. Youngblood Jerry Leiber, Mike Stoller
5. Under the Boardwalk Arthur Resnick, Kenny Young
6. Secret Agent Man/James Bond Is Back Steve Barri, John Barry, P. F. Sloan
7. Jackpot (Bruno's Bop) Robert Kraft, Bruce Willis
8. Funtime Allen Toussaint
9. Lose Myself Jon Lind, Larry John McNally
10. Flirting with Disaster Jeff Lorber, Brock Walsh

## Verwendung in Werken Dritter
Im Roman American Psycho von Bret Easton Ellis bezeichnet die Hauptfigur, Patrick Bateman, The Return of Bruno als sein Lieblingsalbum.